# マウロ・ラナーロ

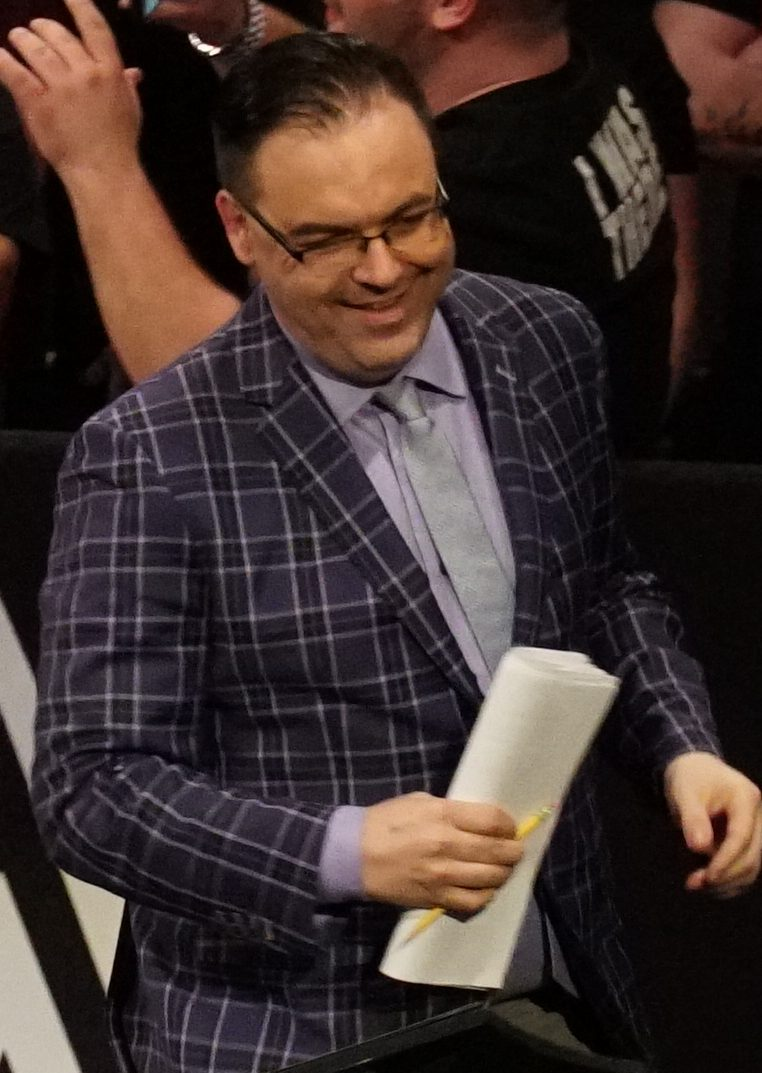
2018年

マウロ・ラナーロ（Mauro Ranallo、1969年12月21日 - ）は、カナダのブリティッシュコロンビア州アボッツフォード出身のスポーツアナウンサー及び解説者。
現在はアメリカのケーブルテレビ局・ショウタイムが放送するボクシングのビックマッチと総合格闘技の実況者などで活躍しているが、過去にはカナディアンフットボール、アイスホッケー、プロレス、キックボクシングでも実況の経験があり、PRIDEの実況者としての仕事が最も有名である。豊富な語彙を持ち、比喩と語呂合わせを多用するスタイル。

## 経歴・人物
16歳の時に、カナダで全国中継があるプロレス団体からの依頼でアナウンサーとしての経歴を始める。番組が1989年に終了した後、地元ラジオ局のディスクジョッキーとなり、カナダのテレビ局ザ・スポーツ・ネットワークで総合格闘技団体「キング・オブ・ザ・ケイジ」とムエタイ、キックボクシングの解説者を担当する。1999年から2000年にはプロレス団体「スタンピード・レスリング」で解説を務めた。
2003年から2006年まで、PRIDEの北米PPV中継で解説者のバス・ルッテンとコンビを組んでアナウンサーを務め、有名になる。2006年から2008年までは総合格闘技団体「エリート・エクストリーム・コンバット」のアナウンサーを務めた。その後、アメリカのテレビ局ショウタイムで総合格闘技団体ストライクフォースのメインアナウンサーを2013年まで務めた。
現在は、ショウタイムのボクシング中継番組「チャンピオンシップ・ボクシング」で実況を務めフロイド・メイウェザー・ジュニアの試合などビックマッチを担当、他にキックボクシングの「グローリー」、総合格闘技の「インヴィクタ　ファイティング・チャンピオンシップ」などで活躍している。2016年1月からはWWE・SmackDown!のアナウンサーに就任した。2016年、ファンの選ぶ実況アナNo.1になりSmackDown!の人気もRAWを上回るようになるも、様々な憶測、雑誌NEWSWEEKのスッパ抜き記事を経て一時離脱、2017年6月からはWWE・NXTのアナウンサーに復帰した。